# 호브송 콘세이상
호브송 도나투 콘세이상(포르투갈어: Robson Donato Conceição, 1988년 10월 25일~)은 브라질의 권투 선수이다. 2016년 하계 올림픽에서 라이트급 금메달을 획득하며 브라질 최초로 올림픽에서 금메달을 획득한 권투 선수가 되었다.